# Grails
Grails é um framework para construção de aplicações para web através da linguagem de programação Groovy (uma linguagem dinâmica para a plataforma Java). Foi desenvolvido em código aberto e pretende ser um framework de alta produtividade graças à utilização do paradigma da programação por convenção que preserva o desenvolvedor dos detalhes de configuração.
Foi inicialmente chamado de "Groovy on Rails" até ser renomeado para Grails, após um pedido do fundador do projeto Ruby on Rails, David Heinemeier Hansson. Os trabalhos iniciaram em julho de 2005 e a versão 0.1 foi liberada em março de 2006.

## Produtividade
O principal objetivo do Grails é criar um framework web de alta produtividade para a plataforma Java. Para isso ele utiliza tecnologias consideradas maduras do mundo Java, como os frameworks Hibernate e Spring, através de uma interface que busca ser simples e consistente. O framework isola o desenvolvedor dos detalhes complexos da persistência de dados e incorpora o padrão de desenvolvimento MVC de maneira natural. Ele também fornece templates web para fácil implementação da interface com o usuário e suporte para programação em Ajax.
A criação de aplicações web em Java tradicionalmente envolve a configuração de ambientes e frameworks do início ao fim do desenvolvimento. Esta configuração normalmente reside em arquivos XML que isolam estas questões do código da aplicação. Apesar desta abordagem trazer vantagens, alguns acreditam que a tarefa de criar e manter estes arquivos custa muito do tempo do desenvolvedor de aplicações.
Ao invés de exigir a utilização de uma série de arquivos XML o Grails utiliza a programação por convenção para definir o papel das várias entidades de uma aplicação. Por exemplo, uma classe cujo nome termina com Controller (como ItemController) é considerado um controller web (o 'C' do padrão MVC).

## Integração com a Plataforma Java
O Grails é construído no topo da plataforma Java o que torna natural a integração de uma aplicação Grails com bibliotecas, frameworks e código Java.